# データウエスト
データウエスト株式会社（英: DATAWEST, Inc.）は、大阪市鶴見区放出東三丁目に本社を持つソフトウェア会社。

## 概要
1984年（昭和59年）5月29日創立、1986年（昭和61年）5月26日設立。
バスなどをターゲットとした、移動体通信システム等を提供している。また、さまざまな電子地図データの製作・編集・販売などカーナビゲーションを基礎とする事業も行い、タイ・マレーシア・香港等海外にも子会社を展開している。
2012年度より、国内向けPND市場にも参入し、多くのメーカーにナビソフトをOEM供給するほか、自社ブランドをインターネットショッピング（楽天市場・Yahooショップ）に展開している。
1990年代末まではパーソナルコンピュータ向け・コンシューマゲーム機向けのゲームソフトの開発・販売を行っていた。その後長らく事実上の撤退状態となっていたゲーム事業は、2020年1月末より再開していたものの、事業に関して目立った動きはなかった。2025年には、本社だった建物が解体され跡地にはマンションが建設されており、同年時点で動向は不明となっている。

## ゲームソフト
草創期より様々なゲームソフトの企画・制作・販売を行い、そのほか色々なOEM製品を手掛けていた。特に富士通のパソコン、FM TOWNS向けに優れたゲームソフトを提供し、CSK総合研究所（CRI・ミドルウェア）やビングと並んでFM TOWNS御三家の一つに数えられる存在だった。また、1987年から発売していた『第4のユニット』シリーズはノンアダルトの「美少女ゲーム」の嚆矢の1つとされる。
FM TOWNS用のゲームにDAPSという世界初の商用動画システムを開発。1990年発売の『D-Again』に試験搭載し、その後の『MERRYGOROUND』ではフル搭載して全編アニメーションを実現している。その他、CD-ROMプレスのコストダウン効果を狙いデータ構造を標準化し、プレーヤ部分を各機種毎にフロッピィディスクで供給し1枚のCD-ROMを複数種類のパソコンで利用できる、"DCCS"という方法などを作り出している。
また、1991年には『RAYXANBER II』をPCエンジンCD-ROM2でリリースして家庭用ゲーム機にも参入。サイキック・ディテクティヴ・シリーズの『AYA』と『Orgel』はPCエンジンSUPER CD-ROM2およびメガドライブメガCDに移植された。しかし、メガCDに移植される旨アナウンスがあり移植作業は完了していた『MERRYGOROUND』は結局発売されず、同シリーズを発売する事自体を断念した。その後、1990年代末にゲームソフト開発から事実上の撤退。
これにより、8ビット機の頃からの看板タイトルだった『第4のユニット』シリーズは1992年の『WYATT』以降は発売されておらず、事実上の未完に終わった。また、音楽作曲を一手に引き受けていた斉藤康仁が1995年に同社を退職するなど、ゲーム開発に必要な人材が流出したとされている。
その後、2020年1月末に、同社のTwitter公式アカウントにてゲーム事業の再開を発表。同時期に開設された通販サイト「D-Again」にて、過去に発売されたパッケージ版ソフトの再販を行っている。

### 開発・発売タイトル

#### 8ビットパーソナルコンピュータ
- 探検隊第1弾 前人未踏の洞窟に謎の幽霊を見た!!（1984年、TAPE版3,600円・FD版4,800円、アクションゲーム）
- 探検隊第2弾 魔境アマゾンの奥地に黄金伝説を見た！（1985年、7,800円、アドベンチャーゲーム）
- 電視娯樂彈球儿（1985年、TAPE版4,500円・FD版5,500円、中華風ピンボールゲーム）
- ボールパニカー（1985年、TAPE版3,500円・FD版4,800円、ピンボールゲーム）※ポニカより発売。「電視娯樂彈球儿」の画面デザインを変えたもの
- マーベラス（1986年、6,800円、ロールプレイングゲーム）
- ゴルコス（1986年、7,800円、美少女アドベンチャーゲーム）
- イミテーションシティ（1987年、7,800円、推理アドベンチャーゲーム）
- タイムパラドックス（1987年、7,800円、推理アドベンチャーゲーム）※ハドソンより発売
- T.D.F. 怪獣大戦争 決死の原子炉防衛作戦（1987年、6,800円、シミュレーションゲーム）
- 第4のユニットシリーズ
  - 第4のユニット（1987年、6,800円、アドベンチャーゲーム）
  - 第4のユニット2（1988年、7,600円、アドベンチャーゲーム）
  - 第4のユニット3 デュアル・ターゲット（1989年、7,800円、アドベンチャーゲーム）
  - 第4のユニット4 ZERø（1990年、8,800円、アドベンチャーゲーム）
- Mistyシリーズ
  - Misty 1〜7（1989年〜1991年、各5,000円、アドベンチャーゲーム）
- G-EDIT SERIES
  - G-EDIT7（FM-7）
  - G-EDIT88（PC-8801）
  - G-EDIT2500（MZ-2500）
  - G-EDIT AV（FM77AV）（8,000円）
  - G-EDIT EX（FM77AV40以降）（14,800円）
  - G-EDITデータ集（FM77AV）（2,000円）

#### 16ビットパーソナルコンピュータ
- 第4のユニットシリーズ
  - 第4のユニット（1987年、6,800円、アドベンチャーゲーム）
  - 第4のユニット2（1988年、7,600円、アドベンチャーゲーム）
  - 第4のユニット3 デュアル・ターゲット（1989年、8,800円、アドベンチャーゲーム）
  - 第4のユニット4 ZERø（1989年、8,800円、アドベンチャーゲーム）
  - 第4のユニット5 D-Again（1990年、8,800円、アドベンチャーゲーム）
- T.D.F. 怪獣大戦争 決死の原子炉防衛作戦（1988年、6,800円、シミュレーションゲーム）
- Mistyシリーズ
  - Misty 1〜7（1989年〜1991年、各5,000円、アドベンチャーゲーム）

#### FM TOWNS
- 第4のユニットシリーズ
  - LINKAGE THE 4TH UNIT 1・2 TOWNS（1989年、9,800円、アドベンチャーゲーム）
  - DUAL TARGETS THE 4th UNIT ACT.3（1989年、8,800円、アドベンチャーゲーム）
  - Zerø THE 4th UNIT ACT.4（1989年、8,800円、アドベンチャーゲーム）
  - D-Again THE 4th UNIT FIVE（1990年、8,800円、アドベンチャーゲーム）
  - MERRYGOROUND THE 4TH UNIT SERIES（1990年12月14日、8,800円、アドベンチャーゲーム）
  - WYATT THE 4TH UNIT SERIES（1992年4月3日、12,800円、アドベンチャーゲーム）
- サイキック・ディテクティヴ・シリーズ
  - VOL.1 INVITATION 影からの招待状（1989年、9,800円、アドベンチャーゲーム）
  - VOL.2 MEMORIES（8,800円、アドベンチャーゲーム）
  - VOL.3 AYA（8,800円、アドベンチャーゲーム）
  - VOL.4 Orgel（アドベンチャーゲーム）
  - VOL.5 Nightmare（アドベンチャーゲーム）
  - FINAL SOLITUDE 上巻（アドベンチャーゲーム）
  - FINAL SOLITUDE 下巻（アドベンチャーゲーム）
- ミス・ディテクティヴ・シリーズ
  - Ms.DETECTIVE ファイル#1 石見銀山殺人事件 初期版はCD-ROM2枚組。
  - Ms.DETECTIVE ファイル#2 姿なき依頼人
- RAYXANBER（8,800円）
- Mistyシリーズ
  - Misty〜名探偵登場（9,800円、アドベンチャーゲーム）
  - Misty2〜9（5,000円、アドベンチャーゲーム）
    - シナリオを一般公募で採用されたものが、フロッピーディスクでシリーズ化された。
- G-EDIT TOWNS（30,000円）
- T・D・F（8,800円、シミュレーションゲーム）

#### DCCS
- サイキック・ディテクティヴ・シリーズ
  - VOL.1 INVITATION（FM TOWNS・PC-9821）
  - VOL.2 MEMORIES（FM TOWNS・PC-9821・DOS/V・Macintosh）
  - VOL.3 AYA（FM TOWNS・PC-9821・DOS/V・Macintosh）
  - VOL.4 Orgel（FM TOWNS・PC-9821・DOS/V・Macintosh）
  - VOL.5 Nightmare（FM TOWNS・PC-9821・DOS/V・Macintosh）
- ゲームドラマ・シリーズ
  - Ms.DETECTIVE ファイル#1 石見銀山殺人事件（FM TOWNS・PC-9821）（12,800円）
  - Ms.DETECTIVE ファイル#2 姿なき依頼人（FM TOWNS・PC-9821）（12,800円）
- 誕生〜Debut〜（FM TOWNS・PC-9821）(12,800円)
- DAPS POLYGON ADVENTURE
  - SHAMHAT The Holy Circlet（シャムハト ザ ホーリーサークレット）（FM TOWNS・PC-9821）
- 沈黙の艦隊（FM TOWNS・PC-9821）
- RETURN To ZORK 日本語版（PC/AT互換機・FM TOWNS・PC-9821）

#### PCエンジン CD-ROM2
- ガルクライト TDF2（パック・イン・ビデオより発売）
- RAYXANBER II（1991年6月7日、6,800円）

#### PCエンジン SUPER CD-ROM2
- RAYXANBER III（1992年6月26日、6,800円）
- サイキック・ディテクティヴ・シリーズ Vol.3 アヤ（1992年11月20日、7,600円）
- サイキック・ディテクティヴ・シリーズ Vol.4 オルゴール（1993年8月6日、7,600円）

#### レーザーアクティブ LD-ROM2
- ヴァジュラ（パイオニアより発売）
- ヴァジュラ弐（パイオニアより発売）

#### PC-FX
- キューティハニーFX（1995年11月10日、8,800円）
- ああっ女神さまっ（1997年12月12日、8,800円　NECホームエレクトロニクスより発売）

#### メガドライブ メガCD
- サイキック・ディテクティヴ・シリーズ Vol.3 アヤ（1993年）
- サイキック・ディテクティヴ・シリーズ Vol.4 オルゴール

#### プレイステーション
- BRAVE PROVE（1998年4月16日、6,800円）

#### Windows
- サイキック・ディテクティヴ・シリーズ
  - Vol.1 INVITATION（4,800円）
  - Vol.2 MEMORIES（1997年10月11日、4,800円）
  - Vol.3 AYA（1998年3月7日、4,800円）
  - Vol.4 Orgel（1997年10月11日、4,800円）
  - Vol.5 Nightmare（1998年3月7日、4,800円）
  - FINAL SOLITUDE 上巻（1998年7月9日、4,800円）
  - FINAL SOLITUDE 下巻（1998年7月9日、4,800円）
- 第4のユニットシリーズ
  - DUAL TARGETS THE 4th UNIT ACT.3
  - Zerø THE 4th UNIT ACT.4（2,980円）
  - D-Again THE 4th UNIT ACT.5（2,980円）

#### ゲーム以外
- オリックスブルーウェーブ栄光への軌跡〜がんばろう神戸〜（FM TOWNS・PC-9821・DOS/V・MACINTOSH、Windows 95、VIDEO CD）

### 在籍したクリエイター
- 斉藤康仁（広報、音楽担当。元デービーソフト。ミュージシャンとして活動していたが、2024年7月18日の朝、虚血性心疾患により急逝した[2]。）
- 薬師寺健雄（第4のユニットシリーズの原作、作画担当。現在はコナミ在籍[3]）
- イシイジロウ（イミテーションシティの作者[4]。後にチュンソフト・レベルファイブを経て現在は独立）
- 宮本佳子（グラフィック・デザイナー。サイキック・ディテクティヴ・シリーズの作画担当）
- 中村一秀（第4のユニットシリーズACT3以降のシナリオ担当）
- 藤田和男（サイキック・ディテクティヴ・シリーズの原作者）